# Cuisine des Tatars de Crimée
La cuisine des Tatars de Crimée est sensiblement la même que les autres types de cuisine tatare.
Cependant, les Tatars de Crimée ne consomment pas de viande de cheval et ne boivent pas de koumis. Ils ont également adopté des plats traditionnels ouzbeks lors de leur exil en Asie centrale en 1944. Les samoussas, les lagmans et le riz pilaf sont considérés comme des plats nationaux. Le naan est également couramment consommé.

## Plats traditionnels

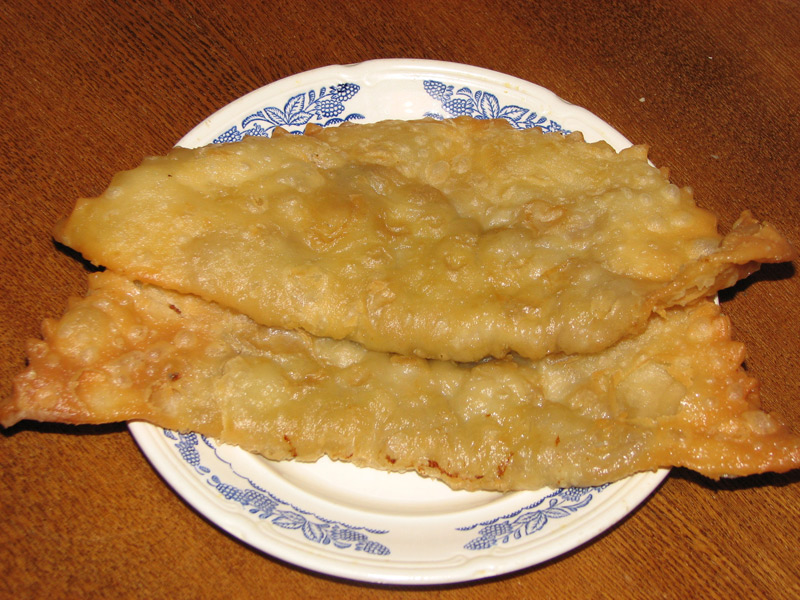
Tcheboureks.

Le tchebourek est considéré comme un plat national. Il est similaire au  yantik, qui se consomme grillé.

### Tartes
- Sarburma : une tarte à la viande.
- Köbete : une tarte fourrée avec du riz et du poulet, entre deux couches de pâte. Servi comme plat principal, le köbete peut également être fourré avec d'autres types de viande, des pommes de terre, des oignons ou du fromage.
- Göbädiä : une tarte consommée lors des mariages. Elle est fourrée avec de la viande, du riz, des œufs hachés, des raisins et du kechek

### Raviolis
- Tabak börek : des raviolis fourrés avec de la viande, cuits dans un bouillon et servis comme plat principal ou dans une soupe (kashik börek). Ils sont similaires aux pilmäns des Tatars de la Volga, aux chuchvaras ouzbèkes, et aux mantıs d'Asie centrale.

### Soupes
- Bakla ash : une soupe aux haricots ou aux petits pois.

### Desserts
- Sheker keyeks : un dessert semblable au baklava.